# Sucre ecuadoriano
Il sucre è stata la valuta dell'Ecuador dal 1884 al 2000. In quell'anno il governo ha cambiato la moneta nazionale passando al dollaro statunitense, per contrastare la forte crisi economica dovuta all'inflazione. Il codice ISO 4217 era ECS. Il sucre era diviso in 10 decimo (plurale decimos) o in 100 centavos. Il nome viene da Antonio José de Sucre.
A causa dell'inflazione le banconote coprivano un ampio intervallo di valori, da 5 a 50 000 sucre.
Si chiama "sucre", ora, anche l'unità monetaria di scambio adottata dal 15 dicembre 2009 tra i paesi aderenti all'accordo ALBA (Alianza Bolivariana para los Pueblos de Nuestra América).

## Storia
Il peso ecuadoriano cambiò nome in sucre il 22 marzo 1884 e fu fissato secondo il silver standard. Il sucre fu definito come 22,5 g di argento fino (pari 5 franchi o 5 lire dell'Unione monetaria latina). Le monete sotto lo standard furono ritirate tra il 1887 e il 1892 e rimasero in circolazione solamente le monete di alta qualità.
La caduta del prezzo internazionale dell'argento accelerò negli anni '90, e il 3 novembre 1898 l'Ecuador passò al gold standard definendo il sucre pari a 732,224 mg di oro fino (equivalenti a 2 scellini della sterlina britannica).
Come molte altre valute, il Sucre divenne non convertibile poco dopo l'inizio della prima guerra mondiale nel 1914. Il tasso di cambio prese a cadere, nonostante gli sforzi per sostenerlo. Si stabilizzò solo durante il 1926, e il 4 marzo 1927 l'Ecuador tornò al gold standard, con il sucre uguale a 300,933 mg di oro fino cioè a US$0,20 (una svalutazione del 58,8%).
Il gold standard fu sospeso l'8 febbraio 1932. Furono adottati controlli sul cambio il 30 aprile e fu fissato un tasso ufficiale a 5,95 (acquisto) per dollaro statunitense. Il prezzo dell'argento salì sopra al valore nominale della maggior parte delle monete d'argento negli anni trenta, e l'Ecuador mise un embargo sull'esportazione del metallo (17 maggio 1935). Questo provvedimento fu seguito da numerosi aggiustamenti al sistema dei cambi esteri dato che il sucre continuava a deprezzarsi. I controlli sui cambi stranieri furono modificati nel settembre 1937 e il tasso di cambio fu fissato a 13,5 sucre per dollaro statunitense. Il sucre fu svalutato a 14,77 sucre per dollaro il 4 giugno 1940 e furono reimposti i controlli sui cambi. Il tasso ufficiale divenne 14 nel 1942, 13,5 nel 1944.
La parità fu registrata con il Fondo Monetario Internazionale il 18 dicembre 1946 a 65,827 mg di oro fino (13,5 per US$), ma un sistema di tassi di cambio multipli fu adottato nel 1947. La parita IMF dei sucre fu svalutata a 15 sucre per dollaro nel 1950, a 18 nel 1961 e a 25 nel 1970.
Il sucre mantenne un tasso di cambio relativamente stabile con il dollaro statunitense fino al 1983, quando fu svalutato a 42 per dollaro e fu adottato un crawling peg. La svalutazione crebbe e il tasso al mercato libero superò quota 800 per dollaro nel 1990 e quasi 3000 nel 1995.
Il sucre perse il 67% del suo valore rispetto alle altre valute nel 1999, poi in una sola settimana crollò del 17%, arrivando a 25 000 sucre = 1 dollaro statunitense il 7 gennaio 2000. Il 9 gennaio il presidente Jamil Mahuad annunciò che il dollaro statunitense sarebbe stato adottato come valuta ufficiale dell'Ecuador. Il dollaro divenne a corso legale in Ecuador il 13 marzo 2000 e le banconote in sucre cessarono il corso legale l'11 settembre. Le banconote in sucre poterono essere cambiate al Banco Central fino al 30 marzo 2001 a un cambio di 25 000 sucre per dollaro.

## Monete
Nel 1884 furono introdotte monete in cupro-nichel da ½ e 1 centavo e da ½ decimo, in argento da 1 e 2 decimos, ½ e 1 sucre. Le monete in centavos coniate come frazioni del precedente peso ecuadoriano continuarono a circolare dopo l'introduzione del sucre.
Il rame sostituì il cupro-nichel nelle monete da ½ e 1 centavo nel 1890, mentre una moneta in argento da ½ decimo fu introdotta nel 1893. La moneta da 10 centavos era chiamata real, quella da 5 centavos era invece nota come medio (nel senso di mezzo). Una moneta in oro da 10 sucres fu emessa nel 1899 e nel 1900.
Nel 1909 furono emesse monete in cupro-nichel da ½, 1, 2 e 5 centavos, seguite da quella da 2½ centavos nel 1917 e da quella da 10 centavos nel 1918. La produzione di monete d'argento fu sospesa nel 1916.

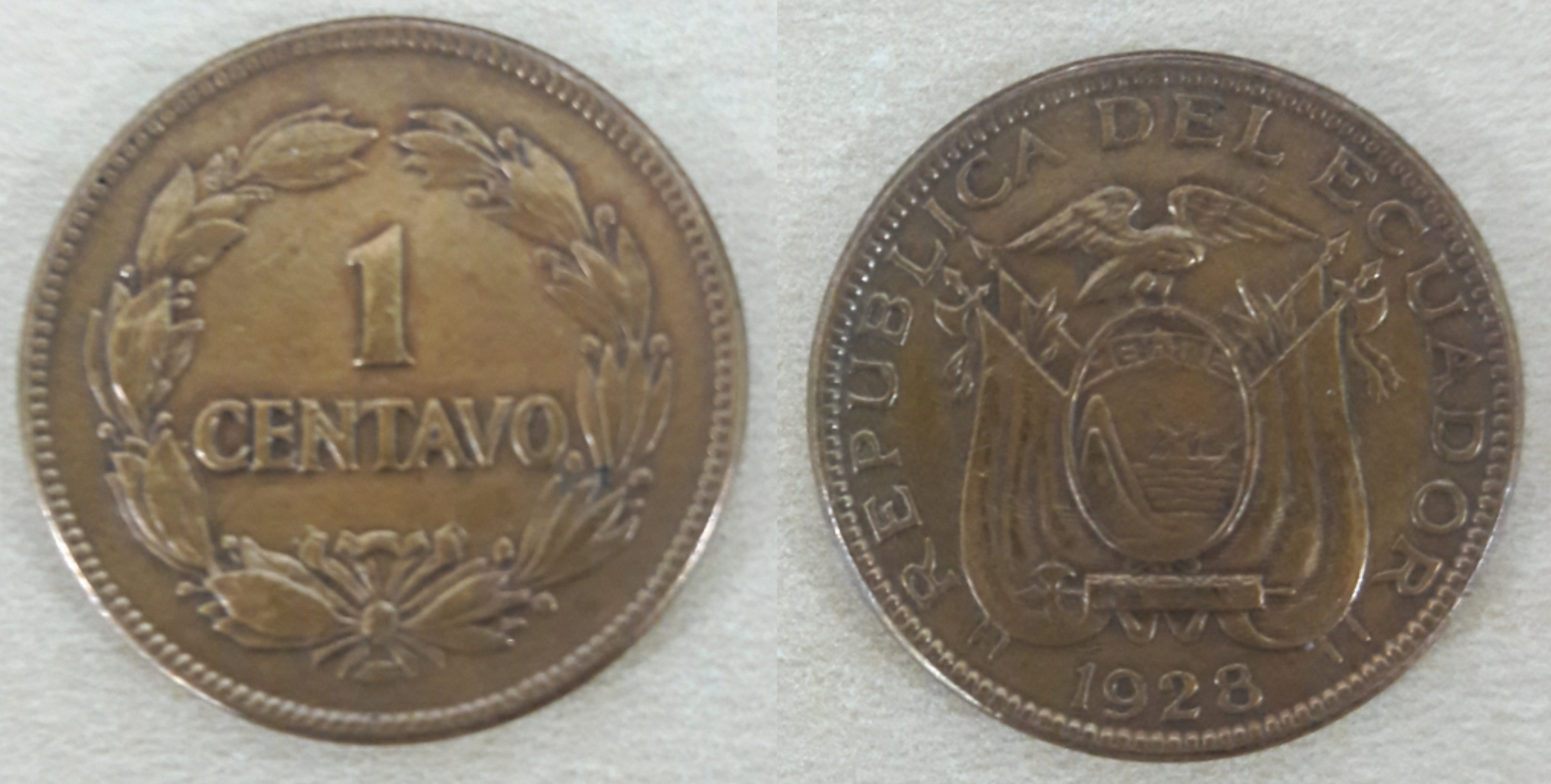
1 centavo da 1928

Nel 1928 fu introdotta una nuova monetazione costituita da una moneta in bronzo da 1 centavo, da monete in nichel da 2½, 5 e 10 centavos, in argento da 50 centavos, 1 e 2 sucre e in oro da 1 condor (25 sucre). La moneta da 1 fu ridotta da 25 g d'argento (900/1000) a 5 grammi (720/1000), mentre il condor che in precedenza valeva 25 sucre, divenne equivalente alla moneta statunitense da un quarter eagle. Le nuove monete furono soprannomunate Ayoras dal nome del presidente, Isidro Ayora. Nel 1937 furono introdotte monete di nichel da 20 centavos e da 1 sucre, seguite da monete in ottone da 5, 10 e 20 centavos nel 1942 e da monete in argento da 5 sucre nel 1943. Le ultime monete in argento (2 e 5 sucre) furono coniate nel 1944.
Il cupro-nichel sostituì l'ottone nei pezzi da 5, 10 e 20 centavos nel 1946, e un pezzo in cupro-nichel da 1 sucre fu introdotto nel 1959. Lo stesso anno vide anche la produzione delle moneta d'acciaio rivestita in nichel da 20 centavos, e questo stesso metallo sostituì gli altri nelle monete da 5, 10 e 50 centavos e da 1 sucre tra il 1963 e il 1970.
Nel 1988 furono introdotte monete d'acciaio rivestite di nichel da 10, 20 e 50 sucre, mentre l'alta inflazione negli anni novanta portò all'introduzione di monete bimetalliche da 100, 500 e 1 000 sucre tra il 1995 e il 1996.

## Banconote
Le prime banconote denominate in sucres furono emesse da banche private. Il "Banco del Ecuador" emise banconote provvisorie da 80 centavos e 4 sucres tra il 1885 e il 1887 pagabili con un tasso di cambio di 5 pesos = 4 sucres per le banconote precedenti di questa banca. Banconote regolari vennero emesse fino al 1926 in tagli da 1, 2, 5, 10, 20, 50, 100, 500 e 1 000 sucres. Banconote da 1 sucre furono emesse dal "Banco Anglo-Ecuatoriano" nel 1885 e nel 1886, e dal "Banco de Quito" nel 1885.
Il "Banco de la Unión" emise banconote tra il 1887 e il 1895 in tagli da 1, 5, 10, 20 e 100 sucres, mentre il "Banco Internacional" emise banconote tra il 1887 e il 1894 in tagli da 1, 5, 10, 20, 100, 500 e 1 000 sucres. Il "Banco Comercial y Agricola" emise banconote tra il 1895 e il 1925 in tagli da 1, 5, 10, 20, 50, 100, 500 e 1 000 sucres. Il "Banco del Pinchincha" emise banconote da 1, 5, 10, 20, 50 e 10 sucres tra il 1907 e il 1924. Il "Banco del Azuay" emise banconote da 1, 2, 5 e 10 sucres tra il 1914 e il 1924. La "Campañia de Crédito Agricola e Industrial" emise banconote da 2 e 10 sucres nel 1921. Infine, il "Banco de Decuento" emise banconote da 5 e 50 sucres negli anni 1923 e 1924.
Nel 1926 fu fondata la "Caja Central de Emisión y Amortización" al fine di realizzare la transizione dell'emissione di valuta dalle banche private a una banca centrale. Emise banconote nel 1926 e nel 1927 in tagli da 1, 2, 5, 10 e 1 000 sucres sovrastampando le banconote delle banche private.
Le prime banconote della Banca Centrale ("Banco Central del Ecuador Sociedad Anonima") vennero emesse nel 1928 in tagli da 5, 10, 20, 50 e 100 sucres. Queste banconote riportavano la clausola di convertibilità aurea: Pagará al portador á la vista CINCO SUCRES en oro ó giros oro (Pagherà a vista al portatore CINQUE SUCRES in oro o equivalente). Tale clausola fu mantenuta sulle banconote del "Banco Central" fino al 1939, quando il testo venne modificato in Pagará al portador á la vista CINCO SUCRES (Pagherà a vista al portatore CINQUE SUCRES). Nel 1944 furono autorizzati tagli aggiuntivi da 500 e 1 000 sucres.
Nel 1949-1950 il "Banco Central" introdusse nuove banconote di dimensioni ridotte (157 × 68 mm) in tagli da 5, 10, 20, 50 e 100 sucres, ed eliminò la frase Pagará al portador á la vista (Pagherà a vista al portatore), lasciando solamente il valore facciale. Tutte le banconote circolate dal 1928 erano state stampate dalla "American Bank Note Company", ma successivamente venne assegnato a "Waterlow" il contratto per le banconote da 5 e 50 sucres, che furono le prime banconote ecuadoriane ad avere un filo di sicurezza. Alla fine degli anni cinquanta, "Waterlow" fu abbandonato in favore di "Thomas de La Rue", che stampò banconote da 5, 20, 50 e 100 sucres, mentre la "American Bank Note" continuò a stampare banconote da 5, 10, 20 e 100 sucres. Le banconote di entrambi gli stampatori condividevano lo stesso disegno di base, ma mentre la "American Bank Note" utilizzava tondelli con collare come mezzo di sicurezza, "Thomas de La Rue" usava un filo metallico. Queste banconote attraversarono diverse modifiche e, nel 1970 circa, fu introdotto inchiostro fluorescente di sicurezza. Una banconota da 1 000 sucres di dimensioni ridotte fu messa in circolazione nel 1973.
La successiva modifica fu apportata nel 1975, quando il retro di tutte le banconote in circolazione fu ridisegnato con il nuovo stemma nazionale. Una banconota da 500 sucres di dimensioni ridotte fu introdotta alla fine degli anni settanta.
A partire dal 1984 sulle banconote appare il titolo "Banco Central del Ecuador", senza "Sociedad Anonima". Sulle banconote inoltre non compare più la sigla dello stampatore. All'aumentare dell'inflazione, furono introdotti tagli superiori: 5 000 nel 1987, 10 000 nel 1988, 20 000 nel 1995 e 50 000 nel 1996.
| Immagine       | Valore     | Dimensioni  | Colore principale | Descrizione                              | Descrizione                                                                |
| Fronte e retro | Valore     | Dimensioni  | Colore principale | Fronte                                   | Retro                                                                      |
| -------------- | ---------- | ----------- | ----------------- | ---------------------------------------- | -------------------------------------------------------------------------- |
|                | S/. 5      | 140 × 65 mm | Rosso             | Antonio Jose de Sucre                    | Stemma dell'Ecuador                                                        |
|                | S/. 10     | 140 × 65 mm | Blu/Arancio       | Sebastián de Belalcázar                  | Stemma dell'Ecuador                                                        |
|                | S/. 20     | 140 × 65 mm | Marrone           | La Compagnia del Gesù, Quito             | Stemma dell'Ecuador                                                        |
|                | S/. 50     | 140 × 65 mm | Verde             | Monumento ai Proceres del 9 ottobre 1820 | Stemma dell'Ecuador                                                        |
|                | S/. 100    | 140 × 65 mm | Nero              | Simón Bolívar                            | Stemma dell'Ecuador                                                        |
|                | S/. 500    | 140 × 65 mm | Porpora/Giallo    | Eugenio Espejo                           | Stemma dell'Ecuador                                                        |
|                | S/. 1 000  | 140 × 65 mm | Marrone           | Rumiñahui                                | Stemma dell'Ecuador                                                        |
|                | S/. 5 000  | 140 × 65 mm | Marrone/Blu       | Juan Montalvo                            | Tartarughe delle Galápagos                                                 |
|                | S/. 10 000 | 140 × 65 mm | Marrone           | Vicente Rocafuerte                       | Monumento all'indipendenza nella piazza principale di Quito (Plaza Grande) |
|                | S/. 20 000 | 140 × 65 mm | Marrone           | Gabriel García Moreno                    | Stemma dell'Ecuador                                                        |
|                | S/. 50 000 | 140 × 65 mm | Arancio/Verde     | Eloy Alfaro                              | Stemma dell'Ecuador                                                        |

Le banconote usate durante gli ultimi anni del sucre (assieme alle monete da 100, 500 e 1 000 sucre) comprendono:
- S/. 5 000 (fronte: scrittore Juan Montalvo da Ambato; retro: tartarughe delle Galápagos), valore (al momento della dollarizzazione) US$ 0,20
- S/. 10 000 (fronte: il secondo presidente dell'Ecuador (il primo nato nel paese) Vicente Rocafuerte; retro: monumento all'indipendenza nella piazza principale di Quito (Plaza Grande)), valore US$ 0,40
- S/. 20 000 (fronte: ex-presidente Gabriel García Moreno. retro: stemma dell'Ecuador), valore US$ 0,80
- S/. 50 000 (ex-presidente Eloy Alfaro Delgado; retro: stemma dell'Ecuador), valore US$ 2,00

## Serie storica dei cambi
Sucre per dollaro statunitense:
- 25,00 (1979)
- 2 564,50 (1995)
- 3 189,50 (1996)
- 3 988,30 (1997)
- 5 446,60 (1998)
- 11 786,80 (1999)
- 24 860,70 (gennaio 2000)
- 25 000,00 (al momento della dollarizzazione)